# Auto-ombrage

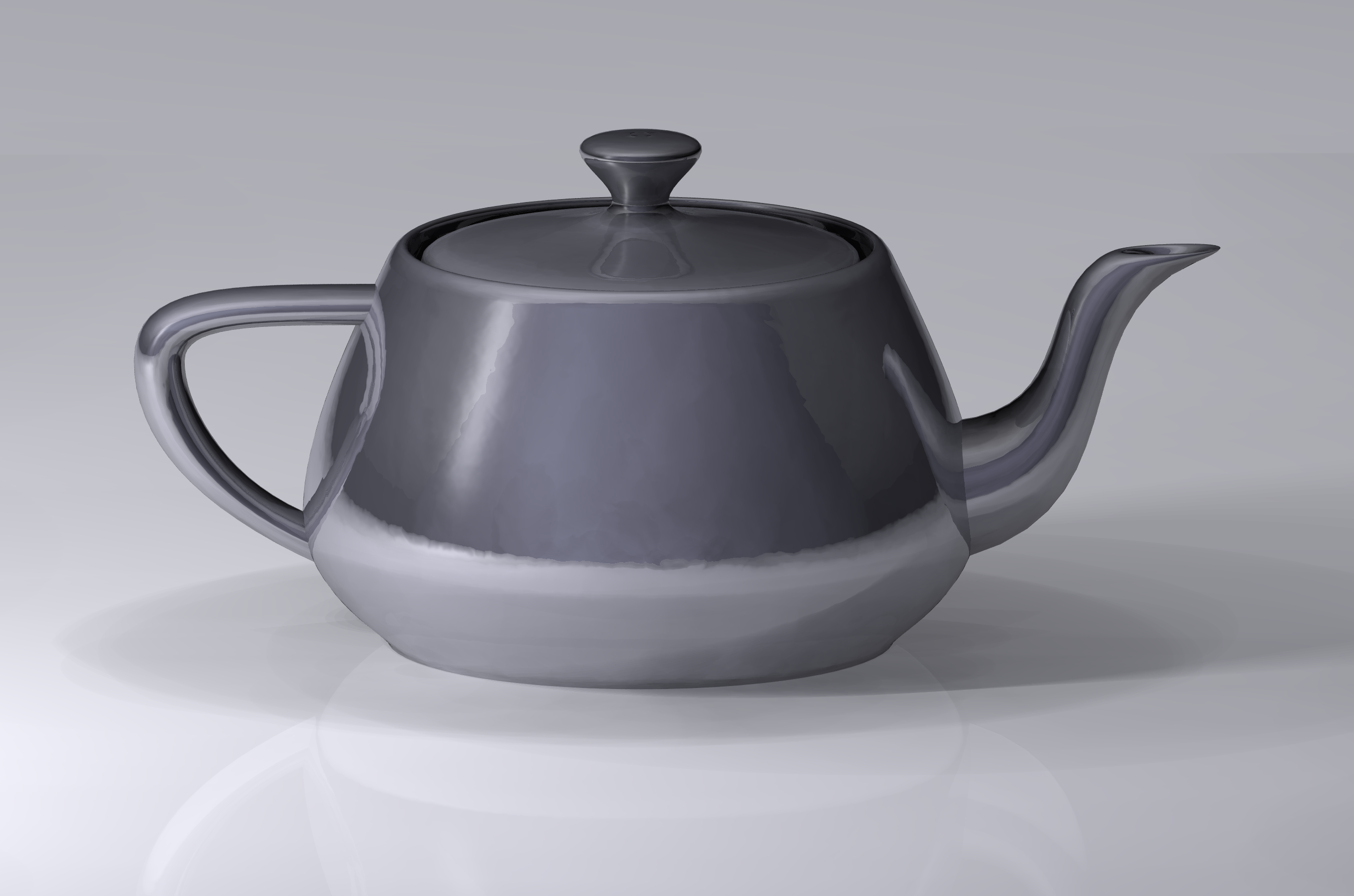
sur cette image nous voyons une technique qui permet de modeliser les objets mobiles projettent des ombres les uns sur les autres, et sur eux-mêmes.

En imagerie numérique, l’auto-ombrage est un effet d’éclairage utilisé pour la synthèse d'image 3D. Cette technique permet que les objets mobiles modélisés projettent des ombres les uns sur les autres, et sur eux-mêmes.